# Enchelyidae
Famille
Les Enchelyidae sont une famille de Ciliés de la classe des Gymnostomatea et de l'ordre des Haptorida.

## Étymologie
Le nom de la famille vient du genre type Enchelydium, formé de enchely-, par allusion au genre Enchelys, et du suffixe latin -ium, « relatif à », en référence à la ressemblance des deux genres.
Quant au nom Enchelys lui-même, d'après Charles Orbigny on le doit à Muller qui créa ce genre en 1786 ; il est issu du grec εγχέλυς / enchélys, « anguille », en référence à la ressemblance de ce protozoaire avec le poisson. 

## Description
Kahl décrit ainsi le genre type : 

« Le genre Enchelydium est très proche du genre Spathidium, il s'en distingue seulement par le fait que le bourrelet de la gorge, armé de trichocystes, s'écarte et devient ainsi un bourrelet annulaire entourant une fosse de section oblongue à circulaire. Les animaux donnent l'impression de nager la bouche ouverte, mais le gosier lui-même est fermé, comme le montre la coupe optique longitudinale. La brosse dorsale est toujours présente.
Espèce type : Enchelydium fusidens.
Ce genre se distingue du genre Enchelys, classé dans la famille des Holophryidae, qui a également une bouche terminale en forme de fente, précisément par le bourrelet qui manque à Enchelys. »

## Liste des genres
Selon GBIF (17 décembre 2022) :
- Acaryophrya
- Apoenchelys
- Armatoenchelys Vdacný, 2007
- Balanophrya
- Chilophrya
- Crobylura André, 1914
- Declivistoma
- Enchelis
- Enchelydium Kahl, 1930 - genre type
- Enchelys Rafinesque, 1810 synonyme : Enchelys Agassiz, 1846
- Haematophagus Woodcock & Lodge, 1921
- Ileonema Stokes, 1884
- Longitricha
- Longitricha Gajewskaja, 1933
- Microcardiosoma Vuxanovici, 1963
- Microchoanostoma Vuxanovici, 1963
- Microregma Kahl, 1930
- Nannophrya Kahl, 1933
- Papillorhabdos Foissner, 1984
- Pithothorax Kahl, 1926
- Quasillagilis Busch, 1920
- Raphanella
- Rhopalophrya Kahl, 1926
- Spasmostoma Kahl, 1927
- Sphaerobactrum Schmidt, 1920
- Urochaenia Savi, 1913

## Systématique
Le nom valide de ce taxon est Enchelyidae Ehrenberg, 1838.
Kahl classe le genre type dans la famille des Spathidiidae.